# Oreocarya semiglabra
Oreocarya semiglabra är en strävbladig växtart som först beskrevs av Rupert Charles Barneby, och fick sitt nu gällande namn av Hasenstab och M.G.Simpson. Oreocarya semiglabra ingår i släktet Oreocarya och familjen strävbladiga växter. Inga underarter finns listade i Catalogue of Life.